# Добрянка (река)
Добрянка — река в России, протекает по Добрянскому району Пермского края. Река впадает в Камское водохранилище в черте города Добрянка, устье реки находится в 745 км от устья Камы по левому берегу. Длина реки составляет 43 км.
Река берёт начало в 5 км к северу посёлка Кыж, исток находится на западных предгорьях Среднего Урала на водоразделе с бассейном Косьвы (рядом берёт начало река Кыж). Добрянка течёт на юго-запад, в среднем течении протекает деревню Фоминка и несколько нежилых. В нижнем течении течёт по городу Добрянка, где и впадает в Камское водохранилище.

## Притоки
(указано расстояние от устья)
- река Сырой Вож (лв)
- 6,1 км: река Ярина (лв)
- река Селищная (лв)
- 19 км: река Вязовая (лв)
- река Малая Вязовая (лв)
- 31 км: река Талая (лв)

## Данные водного реестра
По данным государственного водного реестра России относится к Камскому бассейновому округу, водохозяйственный участок реки — Кама от города Березники до Камского гидроузла, без реки Косьва (от истока до Широковского гидроузла), Чусовая и Сылва, речной подбассейн реки — бассейны притоков Камы до впадения Белой. Речной бассейн реки — Кама.
Код объекта в государственном водном реестре — 10010100912111100009943.